# Kasteel Nijenbeek

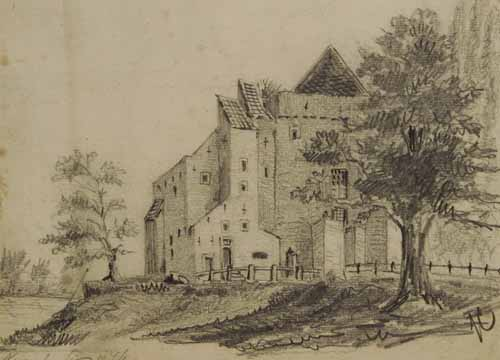
De Nijenbeek getekend door Craandijk (1874)

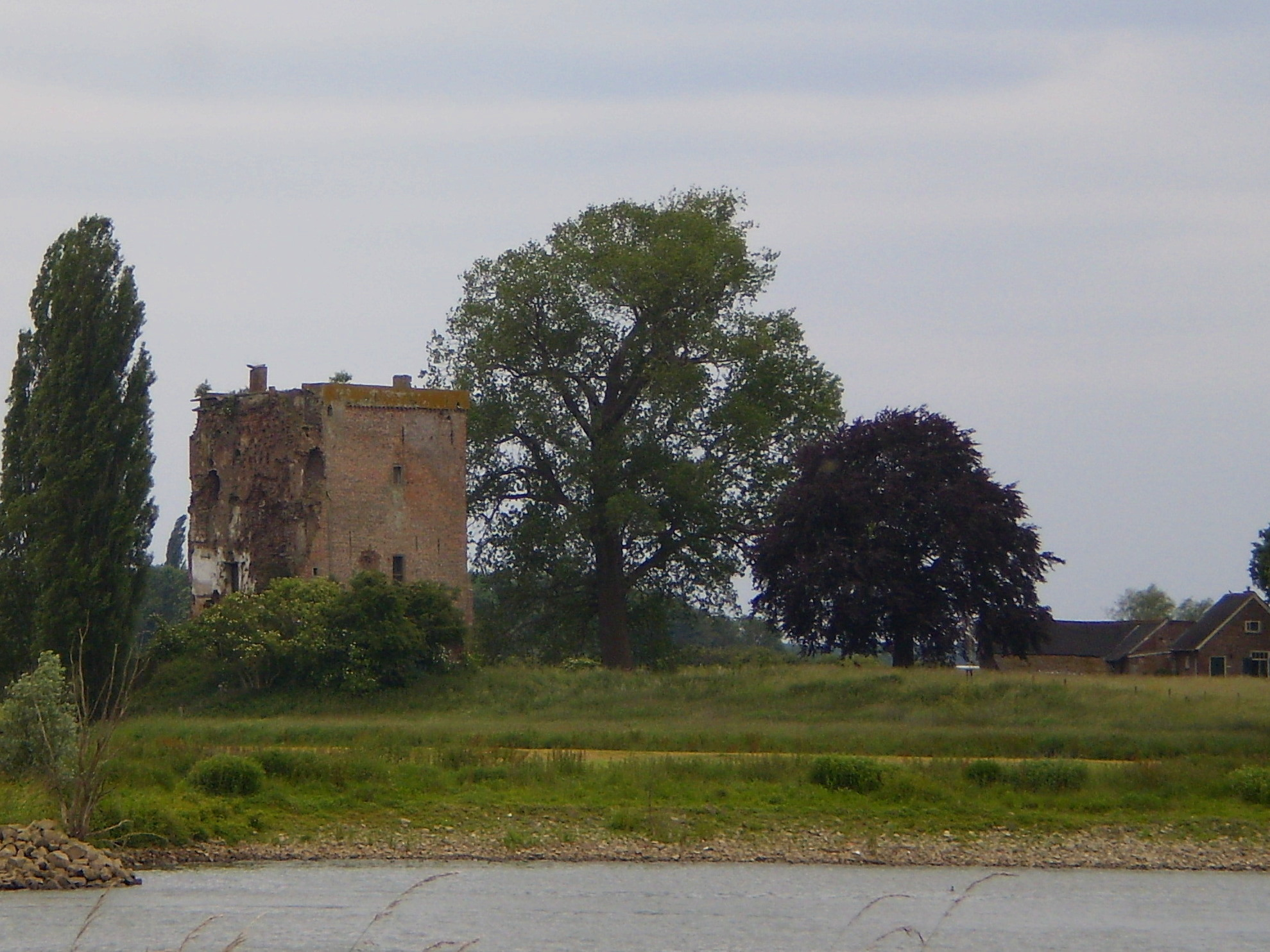
De Nijenbeek vanaf het noorden

Kasteel Nijenbeek, in de omgeving ook wel bekend als het Hooge Huis, is een ruïne aan de oever van de Voorsterbeek, een oude bedding van de IJssel ten noordoosten van de Nederlandse plaats Voorst (provincie Gelderland). Tegenwoordig ligt het op zo'n 200 meter van de IJssel. Het is een grote vierkante donjon, nu nog zo'n twintig meter hoog en met een grondvlak van 12 bij 13 meter. Het kasteel werd waarschijnlijk gesticht in het begin van de 13e eeuw door graaf Gerard III van Gelre. Het oudst bekende document waarin een naam van een kasteelheer wordt genoemd, Dirk van Nijenbeek, dateert uit 1266. De ruïne is onderdeel van landgoed De Poll.

## Reinoud van Gelre
In de veertiende eeuw werd de donjon uitgebreid met een ommuurd kasteelplein en een voorburcht (die vanwege de regelmatige overstromingen van de IJssel verhoogd werd gebouwd). Na de strijd tussen Reinoud III van Gelre en zijn broer Eduard werd de onfortuinlijke Reinoud door zijn broer in de eenzame donjon opgesloten (1361). Tijdens zijn verblijf in de cel werd Reinoud naar verluidt zo dik, dat hij de deur niet meer uit kon en de celdeur dus niet meer gesloten hoefde te worden. Na de dood van Eduard in augustus 1371 werd Reinoud bevrijd en in zijn positie als hertog van Gelre hersteld, maar vier maanden later overleed hij al, op 38-jarige leeftijd.
Willem I van Gelre, de opvolger van Reinoud, gaf in 1383 het kasteel in leen aan Willem van Steenbergen, een familielid van de graven van Gelre. Tijdens de Gelderse Oorlogen verwierf Karel van Gelre het kasteel, dat hij gedeeltelijk liet slopen. Alleen de donjon zelf liet hij staan. Een halve eeuw later was Nijenbeek toneel van gevechtshandelingen tussen Spaanse troepen die hun basis in Zutphen hadden en Staatse eenheden die hun stad Deventer wilden beschermen. In 1586 werd het definitief voor de Staatsen veroverd door de graaf van Leicester.
In 1673 dreigde Nijenbeek door de Franse troepen verwoest te worden, maar de katholieke ambtsjonker Johan Thomas van Steenbergen kreeg een vrijstelling (sauve-garde) van de Franse generaal de hertog van Limburg. Eerder was diens woning gevorderd door het Staatse (Nederlandse) leger, die er een hoofdkwartier voor troepen in de IJssellinie in vestigde.
Afstammelingen van Willem van Steenbergen bewoonden het kasteel nog tot 1778. Daarna kwam het aan de familie Schimmelpenninck van der Oye en in 1991 aan een lid van de familie Van Lynden. Aanvankelijk werd het gebouw enkele malen verbouwd tot een bruikbare woontoren.

## Verval en consolidatie

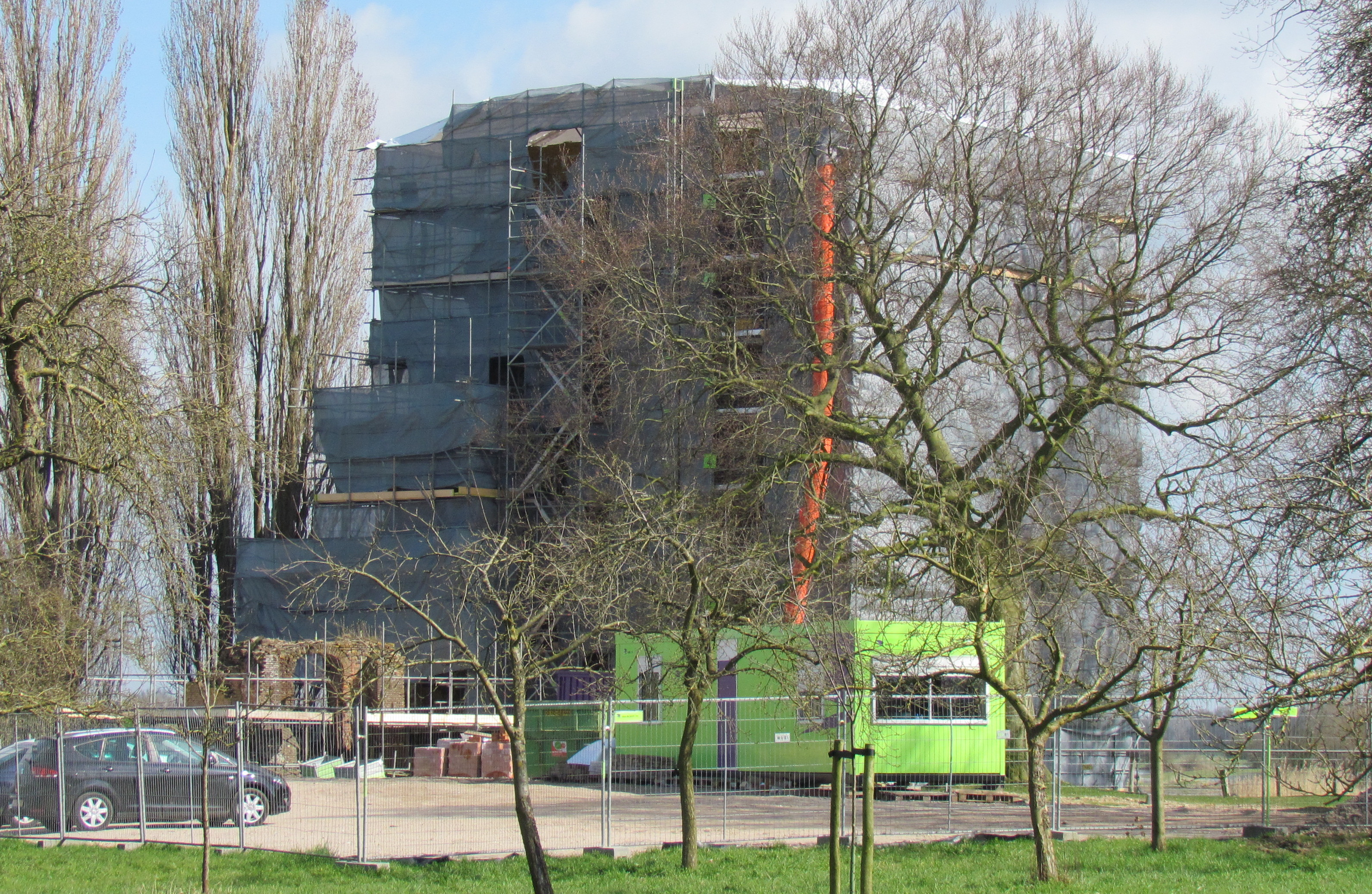
De ruïne ingepakt gedurende de consolidatiewerkzaamheden in 2015

In de laatste weken van de Tweede Wereldoorlog was er een eenheid van de Duitse Wehrmacht gelegerd, die door de Canadese bevrijders met een granaatbeschieting verdreven werd. Dit bracht aan het gebouw aanzienlijke schade toe. Sindsdien is de toren in verval geraakt. Plannen om althans het hoognodige herstel uit te voeren liepen telkens op niets uit, maar in 2015 werd de ruïne in opdracht van de eigenaar geconsolideerd om verder verval te voorkomen. Openstelling voor bezoekers is volgens de beheerders maar in zeer beperkte mate mogelijk vanwege de aanwezigheid van beschermde diersoorten.
In 2012 werden bij werkzaamheden aan de Voorsterbeek bij het dorp Voorst de resten van de bij het kasteel behorende middeleeuwse Nijenbeker Korenmolen, een watermolen, opgegraven.

## Galerij

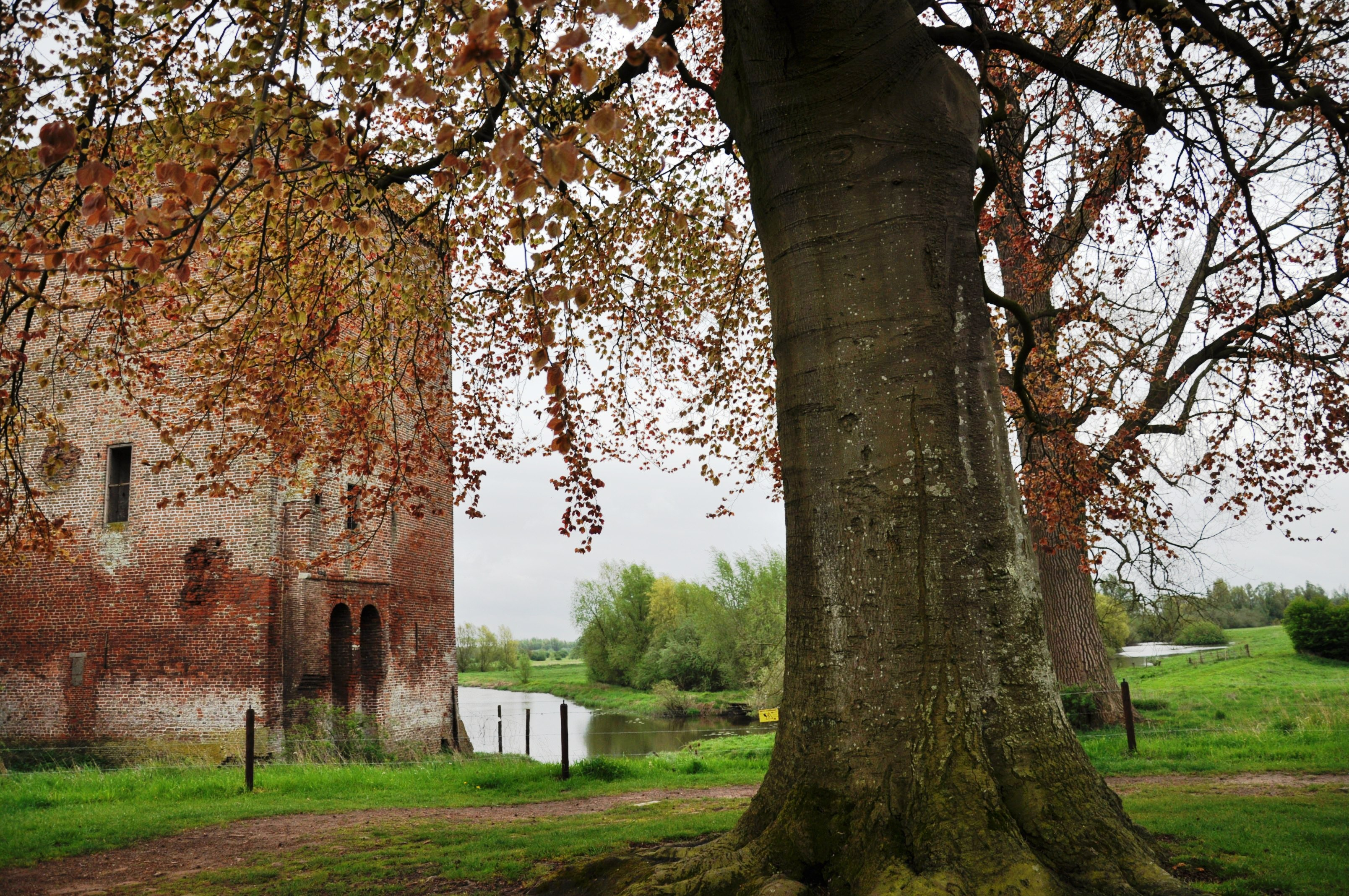
Zuidkant (1)
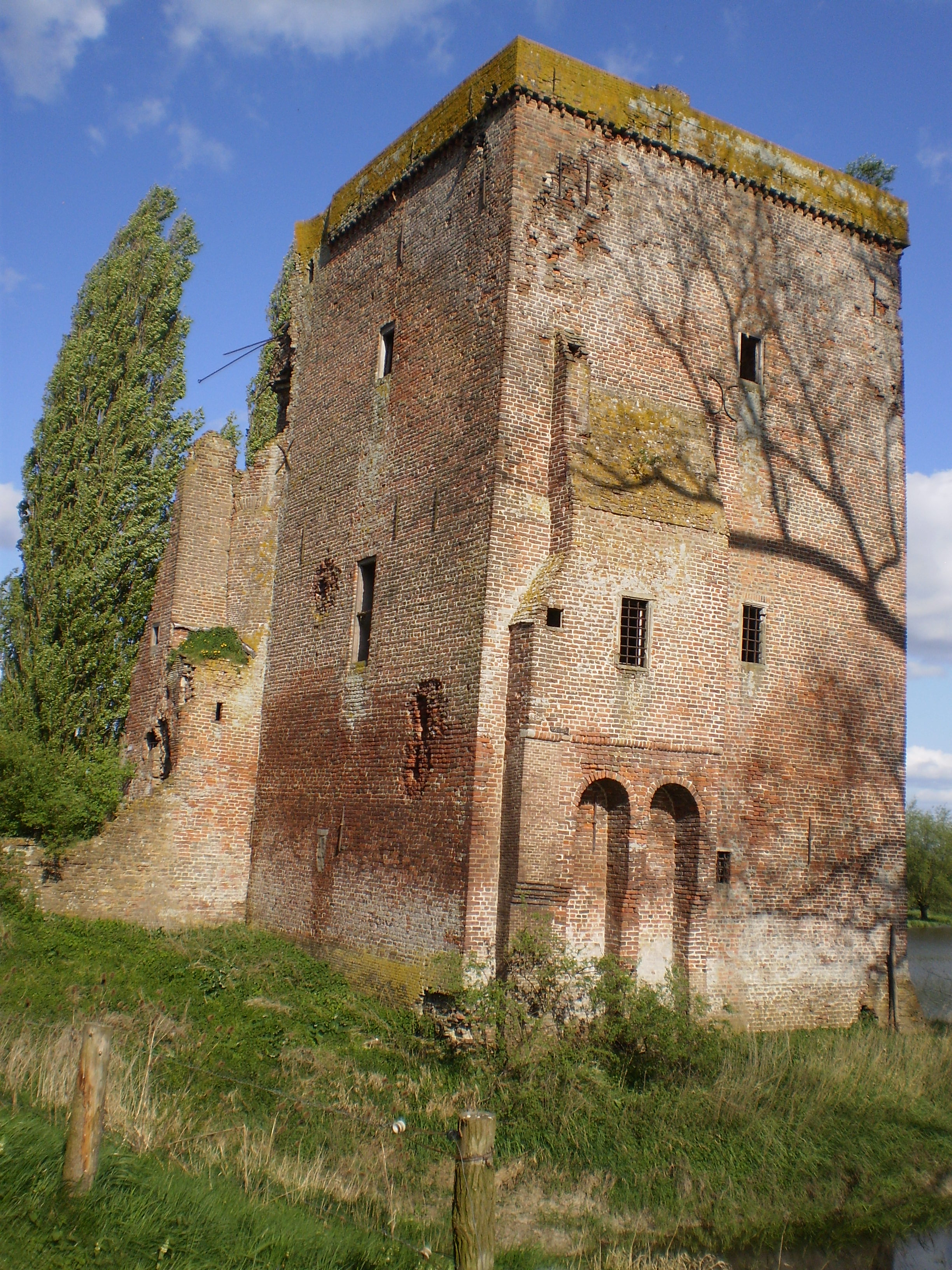
Zuidkant (2)
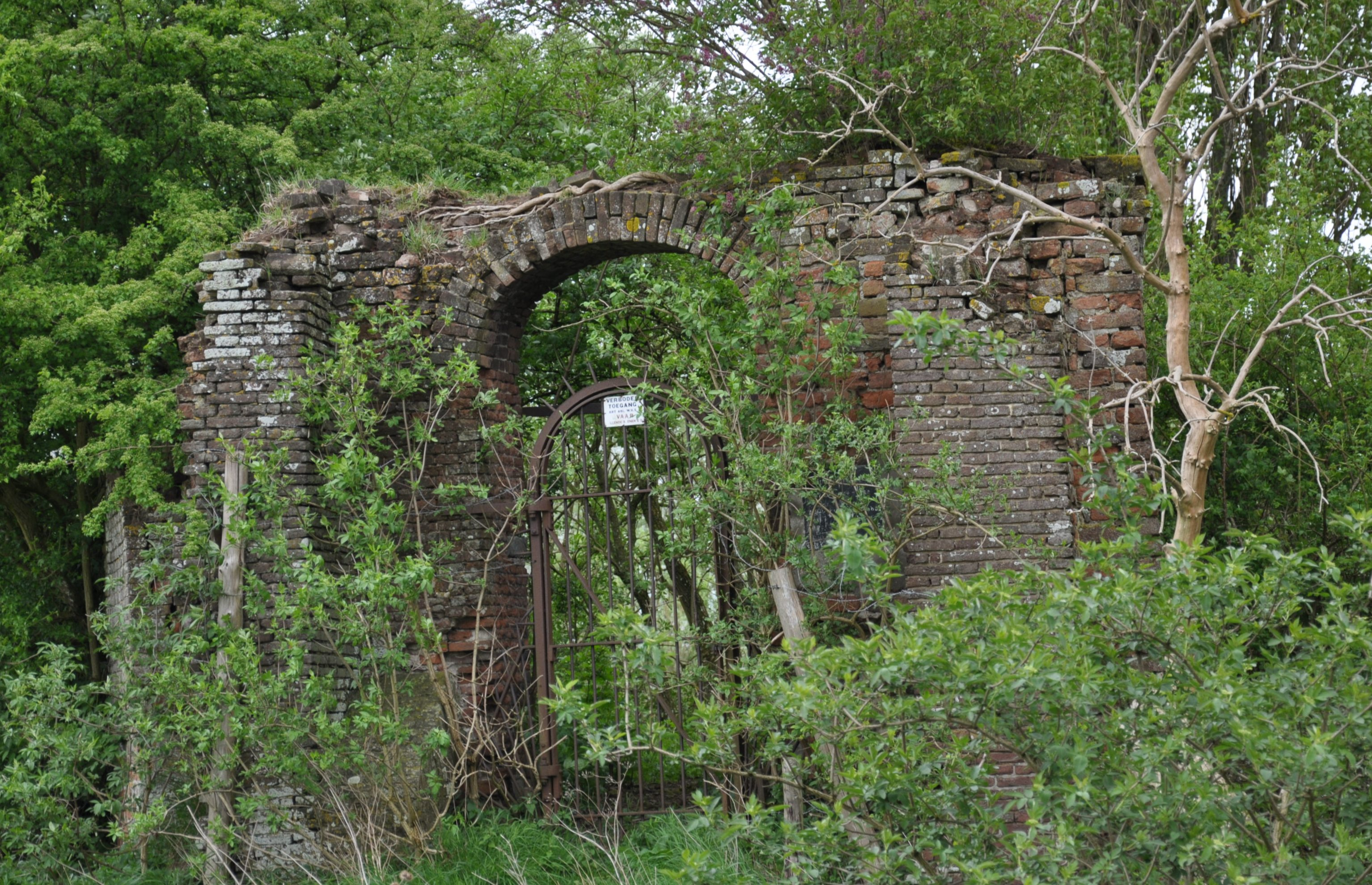
Overwoekerde toegangspoort
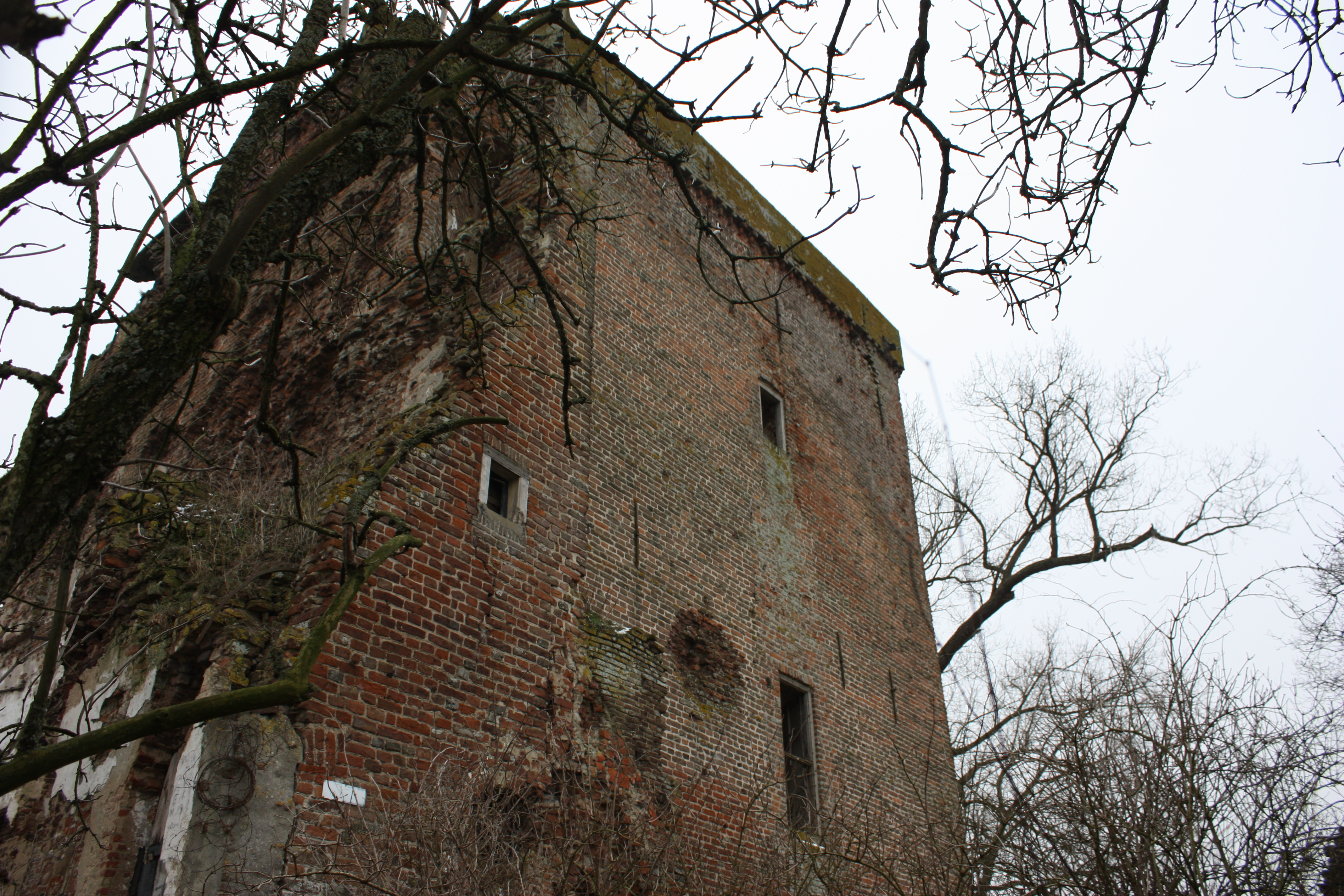
Slot Nijenbeek aan de voorkant.